# العصابة البرية
العصابة البرية (بالإنجليزية: The Wild Bunch)‏ هو فيلم وسترن ملحمي أمريكي أنتج عام 1969 من إخراج سام بيكنباه، ويدور حول عصابة على الحدود بين تكساس والمكسيك، تسعى للبقاء أمام التغيرات التي طرأت في العالم «الحديث» في القرن العشرين. أثار الفيلم الجدل بسبب عنفه الشديد وتصويره لرجال يحاولون البقاء على قيد الحياة بأي وسيلة متاحة.
الفيلم من بطولة ويليام هولدن، روبرت ريان، إيرنست بورغنين، بن جونسون، وارن أوتس. السيناريو من كتابة بيكنباه ووالون غرين. تم تصويره في المكسيك، وصورت أغلب المشاهد في هاسيندا سييناغا ديل كارمن (في الصحراء بين توريون وسالتيو، كواهويلا) وعلى نهر ريو نازاس.
عرف الفيلم بعمليات التوليف المعقدة ومتعددة الزوايا، والتوليف السريع، وذلك باستخدام الصور بالحركة العادية والبطيئة، وكانت تقنية ثورية في وقتها. تم ترشيح السيناريو لجائزة الأوسكار؛ تم ترشيح جيري فيلدينغ لأفضل موسيقى تصويرية؛ ورشح ببيكنباه للحصول على جائزة الإنجاز الإخراجي المتميز من قبل نقابة المخرجين الأمريكية؛ وفاز المصور السينمائي لوسيان بالارد بجائزة الجمعية الوطنية لنقاد السينما لأفضل تصوير سينمائي.
في عام 1999، اختار السجل الوطني الأمريكي السينمائي الفيلن للحفظ في مكتبة الكونغرس لما له من أهمية ثقافية وتاريخية وجمالية. وضع الفيلم في المرتبة 80 في أفضل 100 فيلم في معهد الفيلم الأمريكي، و69 بين أعظم 100 فيلم إثارة. وفي عام 2008، وضعه المعهد في قائمة «10 من أعلى 10» عن أفضل عشرة أفلام في عشرة أنواع، واحتل المرتبة السادسة بين أفضل أفلام الغرب.

## القصة
تدور الأحداث في تكساس عام 1913، بايك بيشوب (ويليام هولدن)، هو زعيم عصابة يتقدم في السن، ويسعى للتقاعد بعملية أخيرة: وهي سرقة مكتب السكك الحديدية الذي يحتوي على كمية من الفضة. تتعرض العصابة لكمين من قبل شريك بايك السابق، ديك ثورنتون (روبرت ريان)، وحشد من صيادي الجوائز الذين استأجرتهم سكة الحديد. ويتبادل الطرفان إطلاق النار ما أدى لمقتل العديد من أفراد العصابة. يستغل بايك وجود موكب في المدينة لحمايتهم أثناء هروبهم، ويقتل كثير من المواطنين وسط وابل الرصاص.
يهرب بايك مع داتش إنجستروم (إيرنست بورغنين)، والإخوة لايل (وارن أوتس) وتكتور غورتش (بن جونسون)، وأنخل (خايمي سانشيز)، وهم من بقوا من عصابته. انزعجوا عندما تبين أن العملية كانت فخا لهم، إذ وضعت حلقات معدنية بدل الفضة. يجتمع الرجال مع صديق قديم هو فريدي سايكس (إدموند أوبراين) ويتجهون نحو المكسيك.
يعبر بايك مع رجاله نهر ريو غراندي ويلجؤون إلى القرية التي ولد فيها أنخل. القرية يحكمها الجنرال ماباتشي (إميليو فرنانديز)، وهو جنرال قاسي في الجيش الاتحادي المكسيكي يسرق لإطعام قواته. يرى أنخل حبيبته السابقة بين ذراعي ماباتشي فيصاب بالغيرة ويطلق النار عليها ويقتلها، مما أثار غضب ماباتشي. قام بايك بتهدئة الوضع وعرض خدماته على ماباتشي. أرسلهم الجنرال لسرقة شحنة أسلحة من قطار الجيش الأميركي ليتمكن من تموين قواته وإرضاء مور (فرناندو فاغنر)، مستشاره العسكري الألماني، الذي يرغب في الحصول على عينات من الأسلحة الأميركية. ووعد بمكافأتهم بكمية من العملات الذهبية.
يتخلى أنخل عن نصيبه من الذهب لبايك مقابل إرسال صندوق واحد من البنادق والذخائر المسروقة إلى جماعة من المتمردين المعارضين لماباتشي. تسير العملية كما هو مخطط لها حتى يظهر ديك ورجاله وهو يركبون نفس القطار. يقوم ديك بمطاردتهم نحو الحدود المكسيكية، قبل أن يقوم رجال بايك بتفجير ركائز الجسر وإلقاء رجال ثورنتون في النهر. يعيد الرجال تجميع صفوفهم مؤقتا في مخيم قرب النهر ومن ثم انطلقوا مجددا خلف العصابة.
كان بايك ورجاله مدركين لحظر أن يقوم ماباتشي بخداعهم، فابتكروا وسيلة لجلب الأسلحة المسروقة له – بما في ذلك رشاش براوننج M1917 – دون أن يخدعهم. ومع ذلك، علم ماباتشي من والدة الفتاة التي قتلها أنخل، أن أنخل سرق صندوقا من البنادق والذخيرة، وكشف هذا الأمر أمام أنخل وانجستروم عندما سلموا الصندوق الأخير. قام جيش ماباتشي بمحاصرتهم، وحاول أنخل عبثا الهرب قبل أن يتم القبض عليه وتعذيبه. هرب انجستروم وانضم إلى عصابة بايك.

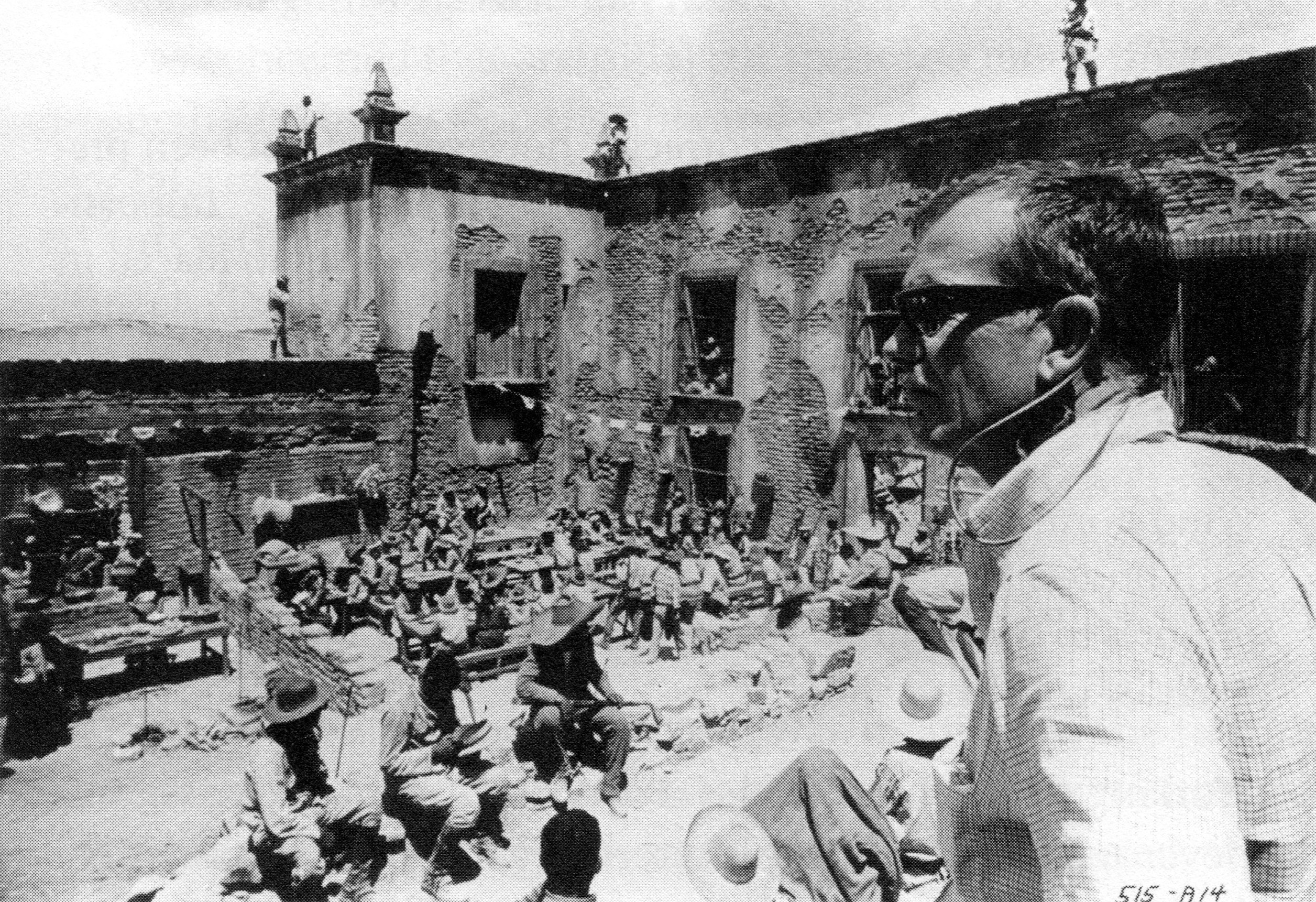
بيكنباه يعد الأسلحة النارية للمعركة النهائية.

أصيب سايكس من قبل رجال ديك وهو يحاول جلب الخيول. عادت عصابة بايك إلى أغوا فيردي، حيث احتفلوا بنجاح العملية؛ يشاهدون أنخل وهو يسحل على الأرض وهو مقيد بحبل خلف سيارة الجنرال. بعد أن قضى أفراد العصابة فترة قصيرة مع العاهرات وبعدها للتفكير، قرروا أن يحاولوا إقناع ماباتشي بالإفراج عن أنخل، الذي ظهرت عليه آثار التعذيب الشديد. امتثل الجنرال في البداية، لكنه خدعهم وشق عنقه أمامهم، ما دفعهم لإمطار ماباتشي بالرصاص أمام المئات من رجاله. شعر الجنود بالصدمة ولم يردوا على النيران، ما جعل انجستروم يضحك من المفاجأة. وجه بايك مسدسه بهدوء نحو الضابط الألماني وقتله أيضا. أدى هذا لمواجهة عنيفة دموية هيمن عليها المدفع الرشاش وانتهت بمقتل بايك ورجاله، جنبا إلى جنب مع العديد من المكسيكيين والألمان.
أتي ديك في النهاية وسمح لمن تبقى من رجاله بأخذ جثث أفراد العصابة معهم لتحصيل المكافأة، في حين بقي هو في القرية، حيث كان يعرف ما كان ينتظرهم. بعد فترة، يصل سايكس مع عصابة من المتمردين المكسيكيين، والذين قتلوا ما تبقى من رجال ديك. يقوم سايكس بسؤال ديك إن كان يريد الانضمام معهم إلى الثورة، فيبتسم ويركب حصانه وينتقل معهم.

## طاقم الممثلين
- ويليام هولدن – بايك بيشوب
- إرنست بورغنين – داتش انجستروم
- روبرت ريان – ديك ثورنتون
- إدموند أوبراين – فريدي سايكس
- وارن أوتس – لايل غورتش
- خايمي سانشيز – أنخل
- بن جونسون – تكتور غورتش
- إميليو فرنانديز – جنرال ماباتشي
- ستروثر مارتن – كوفر
- إل كيو جونز – تي سي
- ألبرت ديكر – بات هاريجان
- بو هوبكنز - كلارنس 'كريزي' لي
- خورخي روسيك – الرائد زامورا
- ألفونسو أراو – الملازم هيريرا
- داب تايلور – واينزكوت
- رايفورد بارنز – باك
- بول هاربر – روس
- تشانو أورويتا – دون خوسيه
- إلسا كارديناس – إلسا
- بيل هارت – جيس
- ستيفن فيري - الرقيب مكهيل
- فرناندو فاغنر – القائد مور
- خورخي رادو – إرنست
- أورورا كلافيل – أورورا

## وضع الأدوار

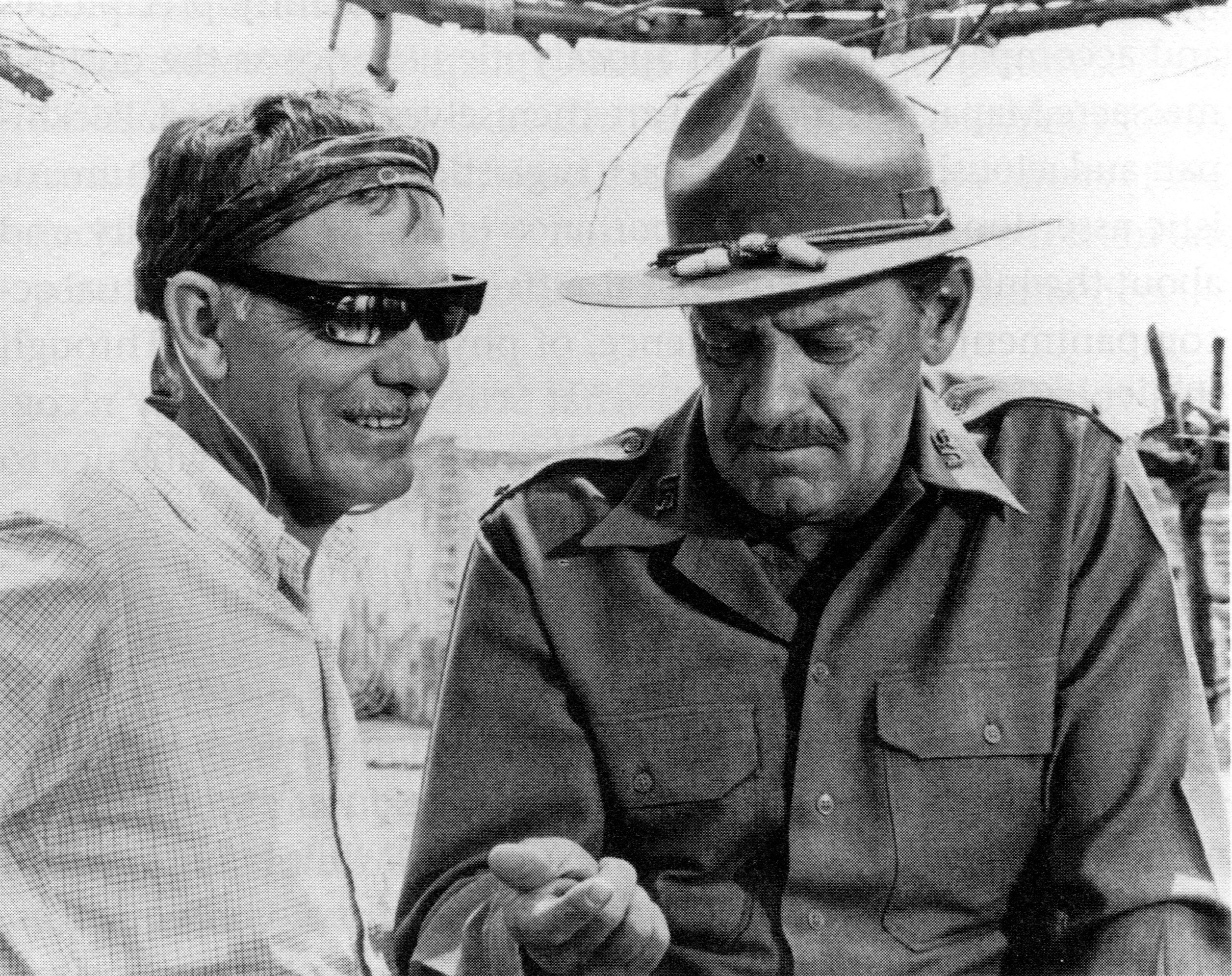
سام بيكنباه مع ويليام هولدن في موقع التصوير.

قدم المخرج سام بيكنباه دور بايك بيشوب لعدة ممثلين؛ مثل لي مارفين، برت لانكستر، جيمس ستيوارت، تشارلتون هيستون، غريغوري بيك، سترلينغ هايدن، ريتشارد بون، روبرت ميتشوم قبل كان يمنحه لوليام هولدن. قبل مارفن الدور في البداية ولكنه انسحب بعد أن عرضت عليه صفقة أكبر لفيلم بينت يور واغون (1969).
أما أول خياراته لدور ديك ثورنتون فكان ريتشارد هاريس (الذي كان قد شارك في بطولة فيلم الرائد داندي) وبراين كيث (الذين عمل مع بيكنباه على مسلسل الغربي (1960) والصحبة القاتلة (1961)). لم يتم التقدم لهاريس بشأن الدور بشكل رسمي، ولكن كيث عرض عليه الدور ورفضه. أتى الدور في النهاية إلى روبرت ريان بعد أن شاهده بيكنباه له في فيلم الحرب العالمية الثانية «الدزينة القذرة» (1967). ومن بين الممثلين الآخرين الذين عرض عليهم الدور غلين فورد، آرثر كنيدي، هنري فوندا، بن جونسون (الذي وضع في دور تكتور غورش) وفان هفلين.
اختير ماريو أدورف في البداية لدور ماباتشي؛ لكن الدور ذهب إلى إميليو فرنانديز، المخرج والممثل المكسيكي وصديق بيكنباه. كما عرض دور داتش انجستروم على ستيف ماكوين وجورج بيبارد، جيم براون، أليكس كورد، روبرت كولب، سامي ديفيس جونيور، تشارلز برونسون وريتشارد جاكل. واختير إرنست بورغنين بناء على دوره في «الدزينة القذرة».
كان روبرت بليك الخيار الأصلي للعب دور أنخل، لكنه طلب الكثير من المال. كما أن بيكنباه شاهد خايمي سانشيز في إنتاج برودواي «المرتهن»، وأعجب به وطالب بوضعه بدور أنخل. أما ألبرت ديكر، وهو ممثل مسرحي، فقد لعب دور هاريجان، محقق السكك الحديدية. توفي بعد التصوير بأشهر؛ ليكون هذه الفيلم هو آخر أدواره. بو هوبكنز لعب دور كلارنس «كريزي» لي؛ بعد أن رآه بيكنباه على التلفزيون. لعب وارن أوتس دور لايل غورتش، بعد أن عمل سابقا مع بيكنباه في المسلسل التلفزيوني «الرامي» وأفلامه السابقة، الركوب في الريف العالي (1962) والرائد دندي (1965).

## الإنتاج
في عام 1967، اهتم منتجو وارنر بروذرز كينيث هايمان وفيل فيلدمان بوضع سام بيكنباه ليهتم بكتابة وإخراج فيلم مغامرة بعنوان «قصة الماس». كان بيكنباه منبوذا مهنيا بسبب ما واجهه من صعوبات في إنتاج فيلمه السابق «الرائد داندي» (1965) وطرده من طاقم سينسناتي كيد (1965)، وقبل أن تتحسن مسيرته في الفيلم التلفزيوني «نبيذ الظهيرة» (1966). وكان هناك سيناريو آخر داخل الأستوديو عن «العصابة البرية»، والذي كتبه روي سيكنر ووالون غرين. في ذلك الوقت، قامت شركة فوكس القرن العشرين بشراء سيناريو بوتش كاسيدي وصندانس كيد بقلم ويليام غولدمان. وتقرر بسرعة إنتاج «العصابة البرية»، والذي كان يتشابه في العديد من الأوجه مع عمل غولدمان، وذلك كي يسبقوه إلى دور العرض.
بحلول خريف عام 1967، أعاد بيكنباه كتابة السيناريو وأعده للإنتاج. تم تصويره في الموقع في المكسيك، واستلهم بيكنباه عمله الملحمي من توقه للعودة إلى الأفلام، والعنف التي شاهده في فيلم بوني وكلايد (1967) للمخرج آرثر بن، والإحباط المتنامي في أميركا في حرب فيتنام وما كان يراه انعدام الواقعية في أفلام الغرب وقتها. فقرر أن يصنع الفيلم الذي يصور العنف الشديد في هذه الفترة، والرجال الذين يحاولون البقاء على قيد الحياة في تلك الحقبة. كان بيكنباه قد وظف مشاهد متعددة بما فيها التصوير البطيء (استوحاها من فيلم الساموراي السبعة للمخرج أكيرا كوروساوا)، واستخدام السكان المحليين كممثلين إضافين

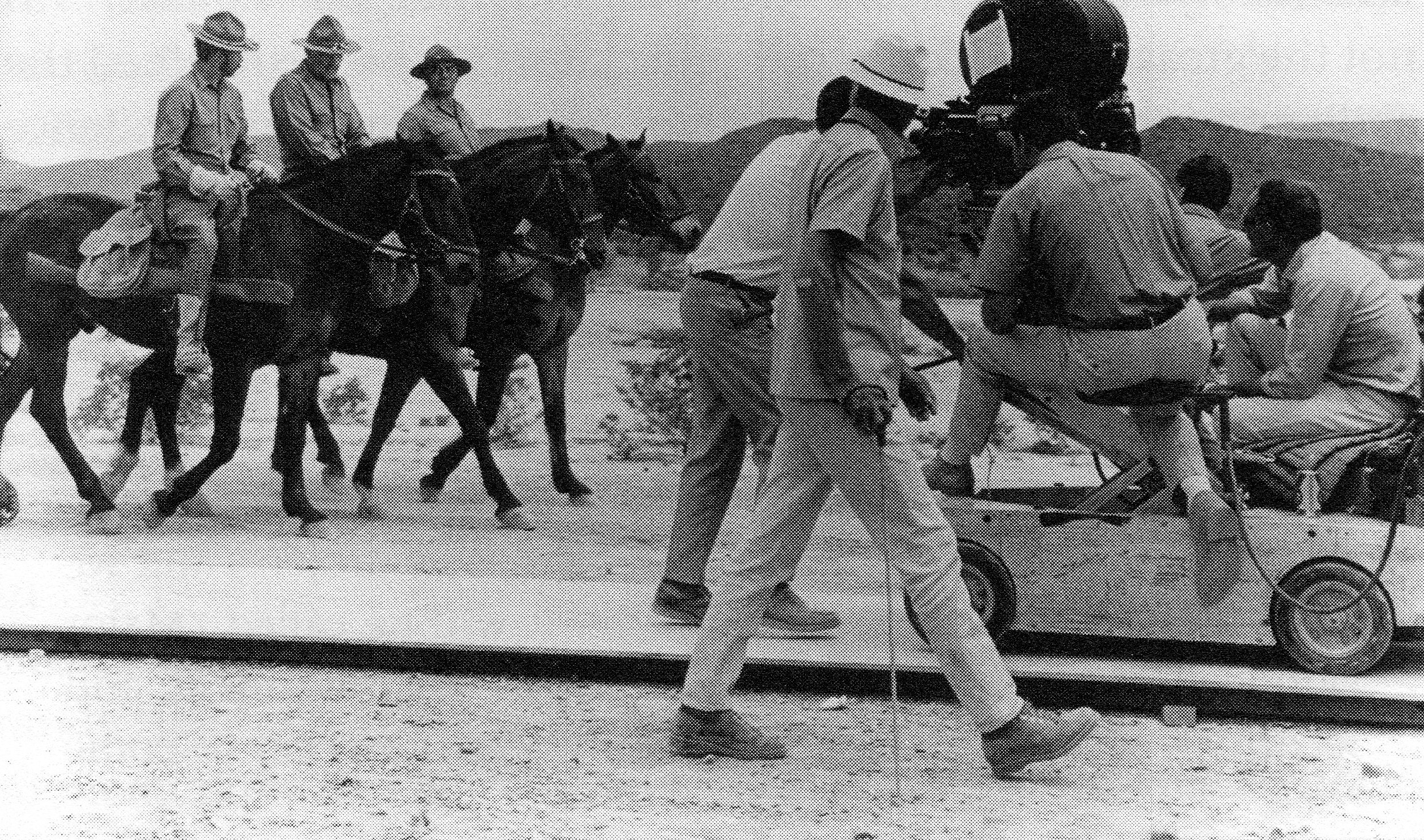
بيكنباه (أقصى اليمين) يوجه مشهد الافتتاح في الفيلم.

تم تصوير الفيلم بعمليات بصرية مشوهة. استخدم بيكنباه والمصور السينمائي، لوسيان بالارد، عدسات مقربة سمحت بضغط الأشياء والناس في كل من الخلفية والمقدمة داخل الصورة. وأهم مثال هي لقطة تقدم العصابة نحو مقر ماباتشي لتحرير أنخل. يظهر الناس وهم يمرون بينهم وبين الكاميرا؛ معظم الناس في المقدمة واضحون. ويشتهر مونتاج الفيلم بلقطات من زوايا متعددة مقسمة معا في تعاقب سريع، وغالبا بسرعات مختلفة، لتركز بشكل أكبر على الطبيعة الفوضوية للمشاهد والاشتباكات المسلحة.
عمل لو لومباردو سابقا مع بيكنباه في «نبيذ الظهيرة»، وتم تعاقد معه للعمل في هذا الفيلم. أراد بيكنباه محررا يكون مواليا له. وكان صغر سن لومباردو ذا فائدة أيضا، إذ لم يكن ملتزما بالأساليب التقليدية. وكانت إحدى إسهامات لومباردو الأولى هي حلقة من المسلسل التلفزيوني «فيلوني سكواد» وتولى تحريرها في عام 1967، وعرضها أمام بيكنباه. الحلقة بعنوان "My Mommy Got Lost"، وشملت تصويرا بطيئا يمثل إطلاق النار على الممثل جو دون بيكر من قبل الشرطة. تم خلط الحركة البطيئة مع السرعة العادية في المشهد، وتم تصويره في 24 لقطة في الثانية، ولكنه طبع ضوئيا بشكل ثلاثي في 72 لقطة في الثانية. أعجب بيكنباه بالنتيجة وقرر وضع لومباردو في الفيلم. قام لومباردو بتصوير المعركة النهائية بست كاميرات تعمل على سرعات مختلفة، بما في ذلك كاميرات 24 لقطة في الثانية، 30 لقطة في الثانية، 60 لقطة في الثانية، و 90 لقطة في الثانية، و 120 لقطة في الثانية. عندما تم تنقيح المشاهد معا في النهاية، فإن المشهد يتحول من بطيء إلى سريع إلى أبطأ، وما أعطى نوعية ومرونة لم يسبق لها مثيل في الأفلام السينمائية حتى ذلك الوقت.
عند انتهاء التصوير، كان بيكنباه قد صور 333,000 قدم (101,000 م) من الأفلام مع 1,288 كاميرا. بقي لومباردو وبيكنباه في المكسيك لمدة ستة أشهر للعمل على المونتاج. في النسخة الأولية، استمرت المعركة في بداية الفيلم 21 دقيقة، لكن تم تخفيضها لخمس دقائق عن طريق قص الإطارات وتداخل اللقطات. أصبحت طريقة المونتاج هذه نموذجا لبقية الفيلم وقيل أنها «ستغير إلى الأبد طريقة صناعة الأفلام». تم تكثيف عملية التنقيح لتأمين تصنيف سني أقل من قبل جمعية الفيلم الأمريكي الذي كان في طور إنشاء مجموعة جديدة من القوانين لتصنيف الأفلام. كان بيكنباه يأمل أن يحصل الفيلم على تصنيف R الذي يوضع لفيلم بوصفه غير مناسب للأطفال. ومن دون هذا النظام الجديد، لم يكن من الممكن عرض الفيلم بسبب تصويره الصريح للدماء.
ذكر بيكنباه أن أحد أهدافه لهذا الفيلم هو إعطاء الجمهور «فكرة عما يحدث عندما تقتل بالرصاص». إحدى أهم الحوادث التي وقعت عندما تشاور بيكنباه مع الطاقم حول مؤثرات «إطلاق النار» لاستخدامها في الفيلم. غضب بيكنباه لعدم رضاه عن نتائج المفرقعات التي جلبها طاقمه، وصرخ في النهاية: «ليس هذا ما أريده!» ثم أمسك مسدسا حقيقيا وأطلق الرصاص على جدار قريب وأفرغ المسدس عليه، وصرخ على طاقمه المذهول: «هذا التأثير الذي أريده!» كما غير أيضا المؤثرات الصوتية لصوت إطلاق النار. كانت أصوات الطلقات النارية في أفلام وارنر براذرز متطابقة، بغض النظر عن نوع السلاح. أصر بيكنباه وضع صوت خاص لمختلف الأسلحة النارية في الفيلم.

## المواضيع
أشار النقاد إلى موضوع نهاية عصر المقاتلين الخارجين عن القانون في بداية القرن العشرين. يقول بايك بيشوب، «علينا البدء في التفكير بما وراء بنادقنا. تلك الأيام وصلت إلى نهايتها». نعيش العصابة داخل قوانين عفا عليها الزمن. عندما يشاهدون سيارة الجنرال ماباتشي الجديدة، يدركون أنها نهاية السفر بالخيول، وهو ما أظهره بيكنباه أيضا في أفلام مثل Ride the High Country (عام 1962) وأغنية كابل هوغ (1970).
انتقد العنف بشدة في الفيلم عام 1969 لا يزال يثير الجدل إلى اليوم. ذكر المخرج بيكنباه أنه كان مجازا للحرب الأمريكية في فيتنام، والعنف الذي تم بثه على التلفزيون ليلا في المنازل الأميركية في وقت العشاء. حاول إظهار العنف الشائع في فترة الغرب القديم، وتمرد ضد مسلسلات الغرب التلفزيونية، كما استخدم العنف كتنفيس، معتقدا أنه سيطهر جمهوره من العنف بمشاهدته صراحة على الشاشة. اعترف لاحقا بظنه خطأ أن الجمهور جاء ليستمتع بدلا من أن يروع بالعنف في أفلامه، وهو الأمر الذي أرقه.
الخيانة هي موضوع ثانوي من الفيلم. تدرك الشخصيات أنهم خانوا صديقا وتركوه لمصيره، وبالتالي ينتهكون قانون الشرف الخاص بهم عندما يناسبهم (يقول بايك «10,000 دولار تقطع كل الروابط الأسرية.»). ومع ذلك، يقول بايك بيشوب، «عندما تكون جنبا إلى جنب مع رجل، عليك البقاء معه، وإذا كنت لا تستطيع فعل ذلك فأنت تكون مثل الحيوانات». مثل هذه الأفكار المعارضة تؤدي إلى النهاية العنيفة في الفيلم، الرجال الباقون يندمون على تخليهم عن أنخل. يتذكر بايك خياناته السابقة، وبالأخص عندما ترك دين ثورنتون (في مشهد ترجيعي) عندما يمسك المأمور به وعندما يتخلى عن كريزي لي في البنك بعد عملية السطو (متظاهرين بجعله يحرس الرهائن). كتب الناقد ديفيد ويدل أنه «مثل رواية لورد جيم للكاتب كونراد، فإن بطولة بايك بيشوب مدفوعة بالذنب ورغبة يائسة بالموت».

## الاستقبال
بدأ فنسنت كانبي تقييمه للفيلم بأن قال بأنه "جميل جدا وأكثرها الأفلام إثارة بين أفلام الغرب الأمريكية منذ سنوات – حيث أن العنف من الشدة بحيث لا يمكن أن تدعمه القصة – كما يدفع الكثير من الناس الذين لا يعرفون أثر العنف في الأفلام ليدينوه تلقائيا". وقال" رغم أن مشاهد الفيلم التقليدية والشاعرية هي جيدة للغاية وذات مناظر جميلة .. فهو يثير الاهتمام في بما يصوره من فوضى وفساد وهزيمة". كما أثنى كاتبي على تمثيل وليام هولدن. كما أثنت مجلة تايم على أداء هولدن، واصفة إياه بأنه أفضل أداء له منذ فيلم المعسكر 17 (فيلم 1953 الذي حقق به هولدن جائزة الأوسكار)؛ وأن روبرت ريان قدم "أفضل أداء في مسيرته"؛ ووضعت بيكنباه مع ستانلي كوبريك وآرثر بن ضمن الجيل الجديد من صناع السينما الأميركية ".
قال روجر إيبرت أنه شاهد العرض الأول في عام 1969، عندما عرضت وارنر بروس خمسة من أفلامها الجديدة في جزر البهاما لنحو 450 من النقاد والصحفيين"، وقال روجر ايبرت أن هذا الفيلم تحفة، وذلك خلال المؤتمر الصحفي الذي أعقب عرض الأفلام، كرد على سؤال مراسل من مجلة "ريدرز دايجست" والذي سأل "لماذا قد أنتج هذا الفيلم أصلا؟"
وكتب الناقد السينمائي مايكل سراجو «ما كان يمثله فيلم المواطن كين لعشاق السينما في عام 1941، يمثله هذه الفيلم لهم في عام 1969»، مضيفا أن بيكنباه قد «أنتج فيلما أمريكيا يساوي أفلام كوراساوا أو يتفوق عليها». أنتجت الفيلم بميزانية قدرها 6 ملايين دولار، حقق الفيلم إيرادات 10,500,000 دولار في شباك التذاكر الأمريكي في عام 1970 وجمع أيضا 638,641 دولار في الولايات المتحدة في إصدار عام 1995. وكان ترتيبه السابع عشر بين أعلى الأفلام إيرادا عام 1969، تحصل الفيلم على تقدير 98٪ بتصنيف «طازج» على موقع الطماطم الفاسدة استنادا إلى 46 تقييما من النقاد.

## الوثائقي
تم إنتاج فيلم وثائقي عن سام بيكنباه وإنتاجه للفيلم عام 1996 من إخراج بول سيدور؛ أنتج الفيلم الوثائقي بعد اكتشاف 72 دقيقة من اللقطات الصامتة بالأبيض والأسود في موقع التصوير في شمال المكسيك. كتب مايكل سراجو في عام 2000 أن الفيلم الوثائقي هو «مقدمة رائعة لفيلم بيكنباه الذي أرخ بتفصيل جذري للخارجين عن القانون الأمريكيين في الثورة المكسيكية، فيلم سيدور هو رحلة شاعرية على الإمكانيات العديدة عن إخراج الأفلام». تم ترشيح سيدور وشريكه في الإنتاج نيك ريدمان في عام 1997 لجائزة الأوسكار لأفضل فيلم وثائقي قصير.

## الجوائز والتكريمات والترشيحات
بعد صدور الفيلم، أصبح بيكنباه ضمن عشرة مخرجين لترشحوا لجائزة نقابة المخرجين من أمريكا للإخراج عن فيلم روائي طويل. تلقى الفيلم ترشيحين لجائزة الأوسكار، لأفضل سيناريو أصلي (والون غرين، روي سيكنر، سام بيكنباه) وأفضل موسيقى أصلية (جيري فيلدينغ). ولكن هاتين الجائزتين ذهبتا لصالح طاقم بوتش كاسيدي وصندانس كيد (كاتب السيناريو وليام جولدمان والملحن بيرت باكاراك)، وذلك في حفل توزيع جوائز الأوسكار 42.
في وقت لاحق وضع معهد الفيلم الأمريكي الفيلم في العديد من قوائم «100 عام»:
- 100 سنة ... 100 الأفلام - # 80
- 100 سنة ... 100 إثارة - # 69
- 100 سنة ... 100 فيلم (طبعة الذكرى العاشرة) - # 79
- أعلى 10 من 10 - 6 # عن أفلام الغرب

صنف الفيلم رقم 94 في قائمة مجلة إمباير من أعظم 500 أفلام على الإطلاق. وفي عام 1999، اختاره سجل الأفلام الوطني الأمريكي للحفظ في مكتبة الكونغرس، لما له من أهميه حضارية وتاريخية وجمالية.

## الإصدارات
في عام 1993، أرسلت وارنر برذرز الفيلم مجددا لمجلس تصنيفات جمعية الفيلم قبل إعادة إصداره. لكن الاستوديو فوجئ بأن الفيلم منح تقييم NC-17 بدل تقييم R الأصلي، ما أخر موعد الإصدار. وتعلق الجدل بـ 10 دقائق إضافية إلى الفيلم، رغم أن أيا هذه اللقطات لم تصور العنف. حذفت وارنر بروس بعض اللقطات لتقليل الوقت وضمان العروض اليومية الإضافية. علق أحد المقيمين على الفيلم بعد عرضه في مارس 1995:
أغلب الإصدارات اليوم تتضمن المشاهد المفقودة. أصدرت وارنر بروس نسخة حديثة في طبعة خاصة من قرصين في 10 يناير 2006. وتتضمن تعليقات من قبل باحثين لمسيرة بيكنباه، مع فيلمين وثائقيين حول صنع الفيلم ومقتطفات مختارة لم تسبق مشاهدتها.
كانت هناك عدة إصدارات من الفيلم:
- الإصدار الأوروبي الأصلي عام 1969 بطول 145 دقيقة، مع استراحة (حسب طلب الموزع، قبل عملية السطو على القطار).
- الإصدار الأمريكي الأصلي عام بطول 143 دقيقة.
- الإصدار الأمريكي الثاني عام 1969 بطول 135 دقيقة، حيث تم تقصيره لإتاحة فرصة زيادة العروض.
- إعادة الإصدار عام 1995 بطول 145 دقيقة، مماثلة للإصدار الأوروبي عام 1969، وسميت «نسخة المخرج الأصلية»، وهي متاحة في أجهزة الفيديو المنزلية.

## إعادة الإنتاج
في 19 يناير 2011، تم الإعلان من قبل وارنر برذرز عن إنتاج نسخة جديدة من الفيلم. تم التعاقد مع كاتب السيناريو بريان هيلغلاند لتطوير نص جديد. لكن انتحار توني سكوت عام 2012، والذي كان من المقرر أن يخرج الفيلم، أوقف المشروع.
في 15 مايو عام 2013، وذكرت مجلة «ذا راب» أن ويل سميث هو أول خيار للتمثيل في الفيلم. تتضمن النسخة الجديدة عصابات المخدرات وتتبع وكيل إدارة مكافحة المخدرات وهو يجمع فريقه ليلاحق أحد أباطرة المخدرات المكسيكيين. ولم يتم اختيار أي مخرج، ويجري البحث حاليا عن كاتب سيناريو جديد.

## قراءات أخرى
- Prince، Stephen، المحرر (1999). Sam Peckinpah's The Wild Bunch. Cambridge, UK: Cambridge University Press. ISBN:0-521-58433-7. مؤرشف من الأصل في 2020-06-06.

## وصلات خارجية
- العصابة البرية على موقع IMDb (الإنجليزية)
- العصابة البرية على موقع ميتاكريتيك (الإنجليزية)
- العصابة البرية على موقع الموسوعة البريطانية (الإنجليزية)
- العصابة البرية على موقع روتن توميتوز (الإنجليزية)
- العصابة البرية على موقع نتفليكس (الإنجليزية)
- العصابة البرية على موقع قاعدة بيانات الأفلام العربية
- العصابة البرية على موقع ألو سيني (الفرنسية)
- العصابة البرية على موقع Turner Classic Movies (الإنجليزية)
- العصابة البرية على موقع أول موفي (الإنجليزية)
- العصابة البرية على موقع بوكس أوفيس موجو (الإنجليزية)
- The Wild Bunch على موقع أول موفي.
- The Wild Bunch at Filmsite.org